# Peter Habeler
Peter Habeler (* 22. července 1942) je rakouský horolezec. Roku 1966 potkal svého dlouholetého spolulezce Reinholda Messnera. V roce 1974 společně jako první lidé vystoupili severní stěnou Eigeru za méně než 10 hodin, čímž dobu výstupu zkrátili na polovinu. O rok později vystoupili poprvé v historii na osmitisícovku alpským stylem, tedy bez použití fixních lan, výškových táborů a bez pomoci nosičů. A roku 1978 zdolali opět s Messnerem jako první lidé vrchol nejvyšší hory světa Mount Everest bez použití umělého kyslíku. Poté se Messner a Habeler rozdělili. Habeler dokázal vystoupit ještě na Čo Oju, Kančendžengu a Nanga Parbat. Neúspěšné se pokoušel také o K2 a Dhaulágirí.

## Úspěšné výstupy na osmitisícovky
- 1975 Gašerbrum I (8068 m n. m.)
- 1978 Mount Everest (8849 m n. m.)
- 1985 Nanga Parbat (8125 m n. m.)
- 1986 Čo Oju (8201 m n. m.)
- 1988 Kančendženga (8586 m n. m.)

## Další úspěšné výstupy
- 1974 Eiger (3970 m n. m.)

## Dílo
- Peter Habeler: Osamělé vítězství (Daleko za hranicí, kde končí zóna smrti), Altimax, 2005, 166 stran, ISBN 80-86942-12-0
- Peter Habeler, Steinbach Karin: Cílem je vrchol, Alpy Praha, 2012, Praha, 199 stran, ISBN 978-80-85613-59-9, originál 1. vydání 1998 "Das Ziel ist der Gipfel", (překlad Prokešová Sitařová Kateřina)